# Silabário kpelle
O silabário Kpelle foi criado por volta de 1935 pelo Chefe Gbili de Sanoyie, Libéria para ser usado para a língua kpelle , a qual faz parte das línguas mandês, das línguas nígero-congolesas, Kpelle language]], falada por 490 mil na Libéria e cerca de 350 mil na Guiné.
O silabário tem 88 grafemas. sendo escrito na horizontal, da esquerda para a direita. Muitos dos glifos têm mais de uma forma.
Foi usado de forma moderada nos anos 1930 e início dos 40 na Libéria e Guiné, mas nunca teve uma grande aceitação. É clasificada como uma escrita que fracassou.
Hoje o Kpelle é escrito com o alfabeto latino.